# Senegalskie Siły Powietrzne

Godło Senegalskich Sił Powietrznych

Senegalskie Siły Powietrzne (fr. Armée de l'Air) – siły powietrzne Republiki Senegalu, część Senegalskich Sił Zbrojnych.

## Wyposażenie
| Samolot                      | Kraj pochodzenia  | Typ                       | Wersje       | W służbie |
| ---------------------------- | ----------------- | ------------------------- | ------------ | --------- |
| Aérospatiale SA 341 Gazelle  | Francja           | śmigłowiec wielozadaniowy | SA 341       | 1         |
| Aérospatiale AS 355 Ecureuil | Francja           | śmigłowiec treningowy     | AS 355F1     | 2         |
| Mi-24                        | Rosja             | śmigłowiec szturmowy      | Mi-35 Hind   | 2         |
| Mi-17                        | Rosja             | śmigłowiec transportowy   | Mi-17 Hip    | 2         |
| Mi-2                         | ZSRR              | śmigłowiec wielozadaniowy | Mi-2         | 2         |
| Fokker F-27 Friendship       | Holandia          | samolot transportowy      | F-27-400M    | 6         |
| Boeing 727                   | Stany Zjednoczone | samolotu do przewozu VIP  | 727-200      | 1         |
| Britten-Norman Islander      | Wielka Brytania   | samolot wielozadaniowy    | BN-2T        | 1         |
| Aérospatiale Magister        | Francja           | samolot treningowy        | CM 170       | 4         |
| Aérospatiale Epsilon         | Francja           | samolot treningowy        | TB30 Epsilon | 2         |